# Colletes cercidii
Colletes cercidii är en biart som beskrevs av Timberlake 1951. Den ingår i släktet sidenbin, och familjen korttungebin. Inga underarter finns listade i Catalogue of Life.

## Beskrivning
Ansiktet har tät, vit päls, lång hos hanen, kort hos honan. Antennerna är rödbruna, hos honan ibland rent bruna. Mellankroppen har övervägande gråaktig päls på sidorna, svart i mitten. och de två främre benparen (hos hanen alla benen) har vit behåring, lång hos honan, kort hos hanen. Bakbenen hos honan har lång behåring som är vit med ett kraftigt inslag av ockra. Vingarna är mörka med mörkbrun behåring. På bakkanterna av tergiterna 1 till 5 (främsta fem segmenten på bakkroppens ovansida) har hanen breda, vita hårband; på tergiterna 4 till 6 (med undantag för i förekommande fall bakkanternas hårband) har han riklig men kort, svart päls. Även honan har vita hårband, i hennes fall på tergiterna 1 till 4. På första tergiten har hon dessutom rikligt med ljusgrå päls framför hårbandet. På tergiterna 4 (framför hårbandet) och 5 har hon riklig men kort, mörkbrun till svart päls. Hanens medellängd är 10 mm, och vinglängden i genomsnitt knappt 8 mm; motsvarande mått hos honan är 11,5 mm för kroppslängden och 8,5 mm för vinglängden.

## Ekologi
Arten flyger till blommande växter från familjerna korgblommiga växter (släktet Isocoma), ärtväxter (släktena Cercidium, Coursetia och Parkinsonia) samt pockenholtsväxter (släktet Larrea).

## Utbredning
Utbredningsområdet omfattar västra USA: Kalifornien och Arizona.